# ピエール・ブーシェ
ピエール・ブーシェ（Pierre Boucher、1908年 - 2000年11月27日）は、フランス・パリ出身の写真家。
ピエール・ブシェ、ピエール・ブーシェール、ピエール・ブーシェーなどの表記がされることもある。
一般に。シュルレアリスムを代表する写真家。ヌードを利用しつつ、ソラリゼーションやフォトモンタージュ技法を駆使した、幻想的で、上品かつ華麗な作品が、代表作である。肉体の一部を切り離したり、再構成して異形の物体を生み出しているような作品もあり、デ・キリコ やルネ・マグリットの一部の作風とも、明らかに通じるものがある。
ただ、シュルレアリスム的な作品以外にも、より純粋なヌード作品、スポーツ写真とも呼べるような作品（空中にジャンプしている作品を含む）、船や機関車を含む乗り物などの機械製品を撮影した作品（機械の一部をクローズアップしたような作品が多い）など、その作品は多岐にわたっている。これらの作品は、グラフィックデザインを学んだり、フランス空軍写真班で勤務した経験から来るものと思われるが、構成主義的な要素を強く感じることができる。
ファルムーティエにて没。

## 日本における展覧会や作品集
日本において、ブーシェを本格的に紹介した展覧会は開催されていないが、次の展覧会では、他の多くの写真家とともに紹介された。
- 「写真のエコール・ド・パリ」展（1991年から1992年。目黒区美術館、三重県立美術館、北海道立近代美術館、河口湖美術館、静岡県立美術館、ひろしま美術館に巡回。企画には、以上の美術館のほか、ニッポン放送およびツァイト・フォト・サロンが参加）

上記展覧会の展覧会カタログにはブーシェの作品が6点掲載されているが、ブーシェ個人の作品集は日本では刊行されていない。
なお、本国フランスでは、作品集は複数あるが、そのうち、代表的なものとして、次のものがある。
- Boucher photo graphiste, Contrejour, 1988, ISBN 2-859-49082-5
- Pierre Boucher, photomonteur, Christian Bouqueret, Marval, 2003, ISBN 2862343676